# Lars Patrick Berg
Lars Patrick Berg (ur. 22 stycznia 1966 we Frankfurcie nad Menem) – niemiecki polityk, były działacz Alternatywy dla Niemiec (AfD), poseł do landtagu Badenii-Wirtembergii, deputowany do Parlamentu Europejskiego IX kadencji.

## Życiorys
W 1988 zdał egzamin maturalny w szkole jezuickiej w St. Blasien. Do 1996 studiował historię na uniwersytetach w Tybindze, Heidelbergu i Monachium. W latach 2007–2009 odbył studia podyplomowe w Lipsku i na moskiewskiej uczelni MGIMO. Pracował w różnych koncernach, takich jak IBM, Hewlett-Packard i BASF, zajmując się obsługą prasową. Przez rok pełnił funkcję rzecznika prasowego w administracji powiatu Sigmaringen.
Zaangażował się w działalność polityczną w ramach Alternatywy dla Niemiec. Był rzecznikiem prasowym AfD przy Parlamencie Europejskim. W 2016 został wybrany na posła do landtagu Badenii-Wirtembergii.
W listopadzie 2018 nominowany na kandydata AfD do Europarlamentu w wyborach zaplanowanych na maj 2019. W wyniku tych wyborów uzyskał mandat deputowanego do PE IX kadencji. W maju 2021 wystąpił z AfD, a w czerwcu tego samego roku dołączył do grupy Europejskich Konserwatystów i Reformatorów. Również w 2021 wstąpił do partii Liberalno-Konserwatywni Reformatorzy. W 2023 dołączył natomiast do ugrupowania Bündnis Deutschland.